# 加藤謙吉
加藤 謙吉（かとう けんきち、1948年 - ）は、日本の歴史学者。日本古代史（氏族研究）専攻。成城大学・中央大学兼任講師。

## 来歴
三重県生まれ。1976年早稲田大学大学院文学研究科博士課程単位取得退学。2001年「フミヒト制の研究」で博士（文学）（早稲田大学）の学位を取得。

## 著書
- 『蘇我氏と大和王権』吉川弘文館 古代史研究選書、1983 ISBN　9784642021524
- 『大和政権と古代氏族』吉川弘文館、1991 ISBN　9784642022538、オンデマンド版　2023　ISBN　9784642722537
- 『秦氏とその民 渡来氏族の実像』白水社、1998
- 『吉士と西漢氏 渡来氏族の実像』白水社、2001
- 『大和政権とフミヒト制』吉川弘文館、2002　ISBN　9784642023856、オンデマンド版　2022　ISBN　9784642723855
- 『大和の豪族と渡来人 葛城・蘇我氏と大伴・物部氏』吉川弘文館、歴史文化ライブラリー、2002　ISBN　9784642055444
- 『ワニ氏の研究』雄山閣、2013
- 『渡来氏族の謎』祥伝社、2017
- 『日本古代の豪族と渡来人　文献史料から読み解く古代日本』雄山閣、2018

### 共編著
- 『日本古代史地名事典』関和彦・遠山美都男・仁藤敦史・前之園亮一共編、雄山閣、2007
- 『NHKさかのぼり日本史 外交篇10、飛鳥〜縄文、こうして"クニ"が生まれた なぜ、列島に「日本」という国ができたのか』仁藤敦史・設楽博己共著 NHK出版、2013

## 参考
- セブンネットショッピング